# Eesti Karikas 1995-1996
La Coppa d'Estonia 1995-1996 (in estone Eesti Karikas) è stata la 4ª edizione del torneo dopo l'indipendenza dell'Estonia. Il Sadam Tallinn ha vinto il trofeo per la prima volta nella sua storia.

## Formula
Non sono noti i risultati di tutti gli incontri; nei quarti di finale e nelle semifinali si giocarono gare di andata e ritorno. La finale fu disputata in gara unica.

## Quarti di finale
| Squadra 1     | Totale | Squadra 2                | Andata | Ritorno |
| ------------- | ------ | ------------------------ | ------ | ------- |
| Tervis Pärnu  | 0 - 2  | Tevalte-Marlekor Tallinn | 0 - 0  | 0 - 2   |
| Sadam Tallinn | 2 - 0  | Flora Tallinn            | 2 - 0  | 0 - 0   |
| Trans Narva   | 0 - 3  | Lantana Tallinn          | 0 - 2  | 0 - 1   |
| EP Jõhvi      | 6 - 3  | Veteran Kohtla-Järve     | 3 - 0  | 3 - 3   |

## Semifinali
| Squadra 1                | Totale | Squadra 2     | Andata | Ritorno |
| ------------------------ | ------ | ------------- | ------ | ------- |
| Lantana Tallinn          | 0 - 1  | Sadam Tallinn | 0 - 1  | 0 - 0   |
| Tevalte-Marlekor Tallinn | 1 - 2  | EP Jõhvi      | 1 - 0  | 0 - 2   |

## Finale
| Squadra 1     | Risultato | Squadra 2 |
| ------------- | --------- | --------- |
| Sadam Tallinn | 2 - 0     | EP Jõhvi  |

| ??? 1996 | Sadam Tallinn | 2 – 0 | EP Jõhvi |  |